# エスワイフード
株式会社エスワイフードは、愛知県名古屋市を中心に居酒屋チェーン「世界の山ちゃん」などを経営する企業である。

## 概要

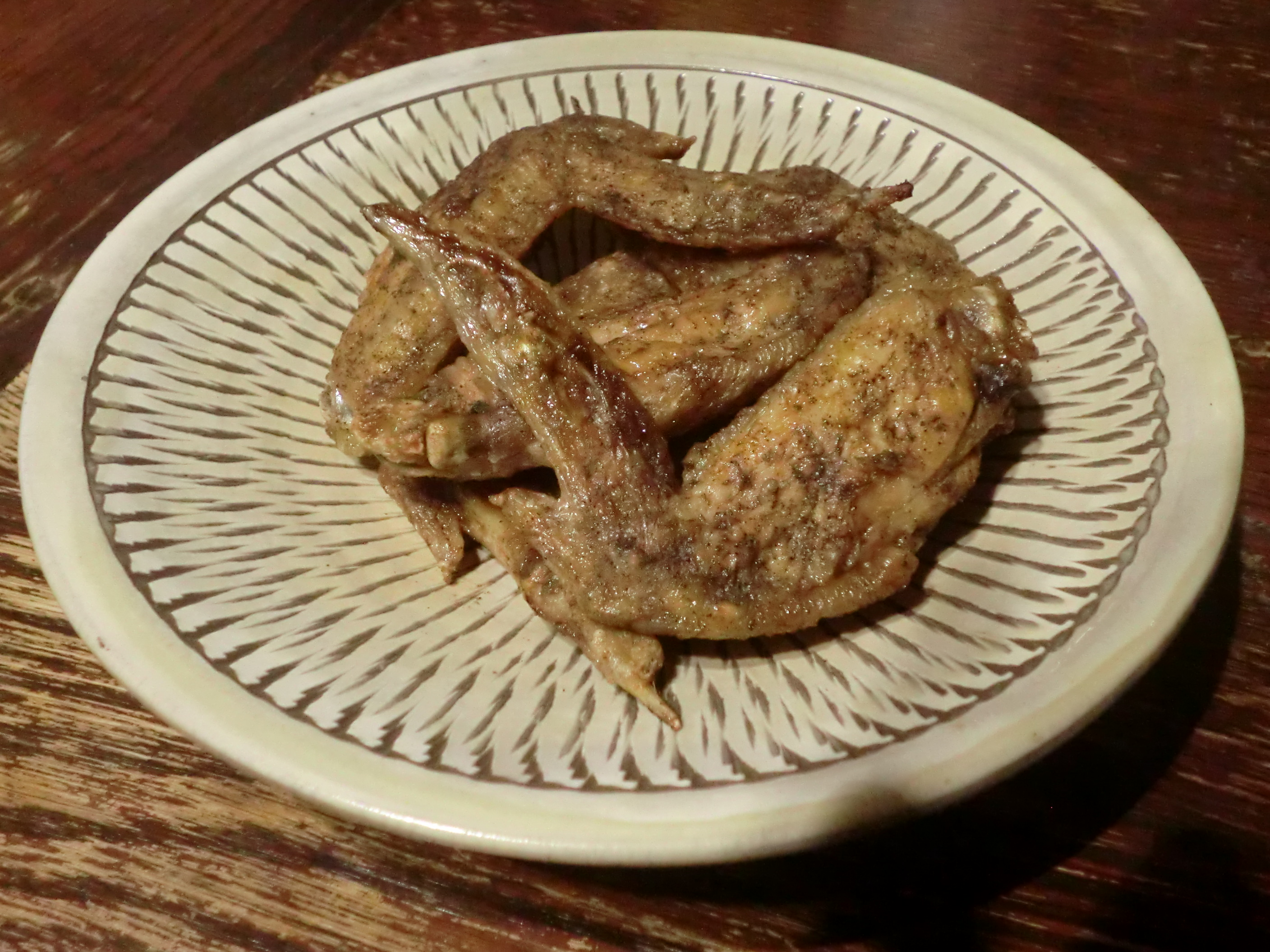
幻の手羽先

1981年6月14日に山本重雄が「世界の山ちゃん」第1号店を開業して創業した。創業時の店名は「やまちゃん」であったが、創業時の従業員がふざけて「世界の山ちゃん」と応対した様子を、山本が「夢が有る」と評価して店名を変更した。
1985年4月11日の会社設立時は社名も「世界の山ちゃん」であったが、従業員が社名の記入時に書き難いことから頭文字をとって現社名へ変更した。
手羽先唐揚げ「幻の手羽先」を主力商品に、2019年8月期決算で資本金4,900万円、年商81億円である。
2010年12月に愛知県名古屋市の女子大店で、ノロウイルスによる食中毒事故が発生した。
2016年8月21日(日)午後7時54分に創業社長の山本重雄が解離性大動脈瘤で急逝し、23日の葬儀と告別式を経て9月に取引先などの推挙を得て、山本の妻で当社取締役の山本久美が代表取締役社長に就いた。重雄が他界するまで、久美は取締役だが経営に関与せず、店内に張り出していた社内報「てばさ記新聞」の編集に携わる専業主婦であった。

## 店舗

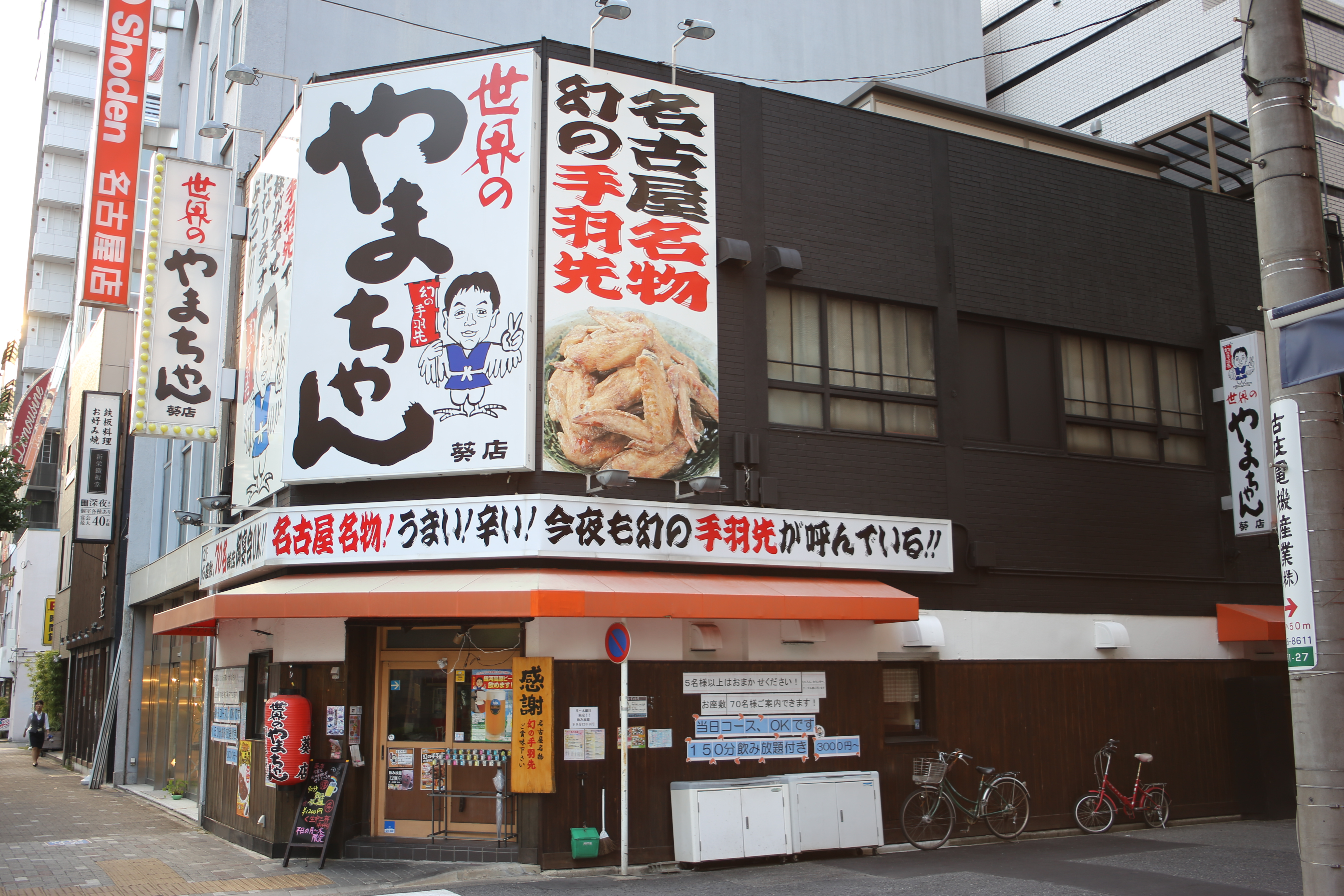
世界の山ちゃん葵店（2015年9月）

世界の山ちゃんグループ - 全80店舗（2023年10月21日現在）
- 愛知県内 - 34店舗
  - 名古屋地区 
    - 世界の山ちゃん（世界のやまちゃん） - 21店舗
    - 「山」ワンランク上の世界の山ちゃん - 2店舗
    - 世界のやむちゃん - 1店舗
    - 一番軒＋世界の山ちゃん - 2店舗
    - らーめんやどがり屋 - 1店舗（ラーメン事業）
    - SEKAI NO 山ちゃん - 1店舗
    - テイクアウト専門店 - 3店舗

  - 岡崎地区 - 1店舗（のれん分け店）
  - 安城地区 - 1店舗

- 東京都内 - 16店舗
  - 23区内 - 13店舗
  - 23区外 - 3店舗（のれん分け店1店舗含む）
- 三重県 - 1店舗(のれん分け店)
- 神奈川地区 - 4店舗
- 埼玉地区 - 3店舗
- 札幌地区 - 1店舗（のれん分け店）
- 大阪地区 - 4店舗
- 京都地区 - 2店舗（のれん分け店）
- 広島地区 - 2店舗
- 岐阜地区 - 2店舗
- 海外 - 11店舗
  - 香港 - 1店舗
  - 台湾（中華民国） - 1店舗
  - タイ - 10店舗
- 期間限定
  - 名古屋駅1番線店 - 営業期間 2023年（令和5年）9月1日 - 10月31日[6] [7]

## キャラクター
1997年（平成9年）から看板に描かれている3代目のキャラクターは「鳥男」で、会長の山本重雄がモデル。以前は名前のない鳥のイラストだった。

## 社歌
『幻の歌』という社歌がある。『ラジオ体操のうた』の替え歌で、大空を仰ぐ代わりに手羽先を揚げる。

## テレビ番組
- 日経スペシャル カンブリア宮殿【名古屋から世界へ 異色チェーンの快進撃に迫る!】（2025年7月31日放送、テレビ東京系列） - 代表取締役・山本久美がスタジオ出演[8]。